# Михайловка (Ахтырское сельское поселение)
Михайловка — упразднённая деревня в Колпнянском районе Орловской области России. Входила в состав Ахтырского сельского поселения. Упразднена в 2004 году.

## География
Деревня располагалась в юго-восточной части Орловской области, в лесостепной зоне, в пределах центральной части Среднерусской возвышенности, на реке Колпенка. В настоящее время представляет собой юго-восточную часть села Ахтырка.
Климат
Климат умеренно континентальный; средняя температура января −8,5 °C, средняя температура июля +18,5 °C. Среднегодовая температура воздуха составляет +4,6 °C. Годовое количество осадков 500—550 мм, в среднем 515 мм. Количество поступающей солнечной радиации составляет 91-92 ккал/см². По агроклиматическому районированию Ахтырка, как и весь район, относится к южному с коэффициентом увлажнения 1,2-1,3. Преобладают юго-западные ветры.

## История
В 1963 году деревни Михайловка 1-я и Михайловка 2-я включены в состав села Ахтырка. Дата выделения деревни Михайловка из состава села Ахтырка не установлена.
Постановлением Орловской областной думы от 15 октября 2004 года № 32/645-ОС деревня Михайловка исключена из учётных данных.

## Население
Согласно результатам переписи 2002 года в деревне проживал 51 человек, 98 % которых составляли русские.